# Achille Piccini
Achille Piccini (Carrara, 24 ottobre 1911 – Carrara, 14 febbraio 1995) è stato un allenatore di calcio e calciatore italiano, di ruolo difensore.

## Carriera
Piccini iniziò la sua carriera sportiva nella squadra della sua città natale, la Carrarese, allora nella Prima Divisione, per la quale giocò per cinque anni dal 1928.
Dopo aver giocato la stagione 1933-1934 al Prato, anch'esso in Prima Divisione, si trasferì nel 1934 nella Fiorentina, in Serie A, dove rimase per quattro anni.

### Fiorentina
Nella stagione 1934-1935 giocò tuttavia una sola partita, il 14 aprile 1935, quando la Fiorentina, che aveva conquistato il titolo di campione d'inverno, si scontrò con il Torino, perdendo per 0-1. Quell'anno la Fiorentina concluse il campionato al terzo posto.
Oltre che ad esordire in Serie A, la Fiorentina permise a Piccini di disputare il suo primo torneo internazionale, giocando la Coppa dell'Europa Centrale; la squadra di Firenze, tuttavia, fu eliminata ai quarti di finale dallo Sparta Praga.
Le presenze in campo di Piccini con la Fiorentina furono scarse anche nella stagione seguente: nel campionato del 1935-1936 e in nella Coppa Italia disputò rispettivamente due e tre partite.
Dal 3 al 15 agosto 1936 si tennero a Berlino i Giochi Olimpici, ai quali Piccini partecipò con la nazionale italiana, che vinse il torneo calcistico.
Nella stagione 1936-1937, che la Fiorentina chiuse al nono posto in classifica, le presenze in campo di Piccini furono più significative, avendo lui disputato 24 partite e segnato, il 3 gennaio 1937 al Milan, il suo primo ed unico gol con i viola. La partita fu ad ogni modo persa per 2-1.
Anche nella stagione 1937-1938 ebbe un buon numero di presenze in campo, 21, ma la squadra si piazzò al 16º posto e retrocesse in Serie B. Piccini si trasferì quindi al Napoli.

### Napoli, Lucchese, Bari

Piccini con il Napoli 1938-1939

Tra il 1938 e il 1941, Piccini cambiò squadra tre volte in tre stagioni. Come detto, Piccini giocò la stagione 1938-1939 col Napoli, disputando 24 partite e segnando un gol. Inoltre, fu chiamato a far parte della commissione tecnica che guidò la squadra dopo l'esonero dell'allenatore Eugen Payer.
Si trasferirì quindi a Lucca, giocando la stagione 1939-1940 con la squadra cittadina in serie B. Le sue numerose presenze in campo furono coronate anche da un gol. Tornò infine in Serie A col Bari nella stagione 1940-1941.

### Giocatore e allenatore: Carrarese, Anconitana
Dopo l'esperienza barese tornò nuovamente a giocare con la Carrarese, che giocava in Serie C. Con la squadra della sua città natale giocò tre stagioni, dal 1941 al 1944, l'ultima delle quali anche in veste di allenatore. Con la squadra, chiuse al 4º posto il girone eliminatorio toscano del Campionato Alta Italia 1944.
Nel dopoguerra, rivestì lo stesso ruolo di allenatore-giocatore nell'Anconitana per due stagioni. L'Anconitana chiuse agli ultimi posti sia la Serie mista A-B Centro-Sud 1945-1946, sia il campionato della Serie B 1946-1947, salvandosi in quest'ultimo caso in una gara ad eliminazione diretta.

### Allenatore

La squadra del Trapani allenata da Achille Piccini nella stagione 1949-1950

Come detto, ricoprì il ruolo di giocatore e allenatore per la Carrarese (1944) e l'Anconitana (1945-1947). Allenò poi Catania, Drepanum e Sarzanese.
Da allenatore al Catania, nella Serie C 1947-1948 vinse il girone T con 47 punti, uno in più della Reggina. Il club di Catania fu ammesso nella Lega Nazionale Professionisti.
Nella stagione 1949-1950 con la Drepanum Trapani disputò il campionato di Serie C, raggiungendo il 17º posto, che comportò la retrocessione nel campionato di Promozione.
Nella Serie D 1970-1971 con la Sarzanese arrivò al 3º posto nel girone A di Serie D, con 44 punti dietro alla Biellese.

## Statistiche

### Cronologia presenze e reti in nazionale
| Cronologia completa delle presenze e delle reti in nazionale ― Italia | Cronologia completa delle presenze e delle reti in nazionale ― Italia | Cronologia completa delle presenze e delle reti in nazionale ― Italia | Cronologia completa delle presenze e delle reti in nazionale ― Italia | Cronologia completa delle presenze e delle reti in nazionale ― Italia | Cronologia completa delle presenze e delle reti in nazionale ― Italia | Cronologia completa delle presenze e delle reti in nazionale ― Italia | Cronologia completa delle presenze e delle reti in nazionale ― Italia |
| Data                                                                  | Città                                                                 | In casa                                                               | Risultato                                                             | Ospiti                                                                | Competizione                                                          | Reti                                                                  | Note                                                                  |
| --------------------------------------------------------------------- | --------------------------------------------------------------------- | --------------------------------------------------------------------- | --------------------------------------------------------------------- | --------------------------------------------------------------------- | --------------------------------------------------------------------- | --------------------------------------------------------------------- | --------------------------------------------------------------------- |
| 3-8-1936                                                              | Berlino                                                               | Stati Uniti                                                           | 0 – 1                                                                 | Italia                                                                | Olimpiadi 1936 - Ottavi di finale                                     | -                                                                     |                                                                       |
| 7-8-1936                                                              | Berlino                                                               | Giappone                                                              | 0 – 8                                                                 | Italia                                                                | Olimpiadi 1936 - Quarti di finale                                     | -                                                                     |                                                                       |
| 10-8-1936                                                             | Berlino                                                               | Norvegia                                                              | 1 – 2 dts                                                             | Italia                                                                | Olimpiadi 1936 - Semifinale                                           | -                                                                     |                                                                       |
| 15-8-1936                                                             | Berlino                                                               | Austria                                                               | 1 – 2 dts                                                             | Italia                                                                | Olimpiadi 1936 - Finale                                               | -                                                                     | 1º Titolo Olimpico                                                    |
| 13-12-1936                                                            | Genova                                                                | Italia                                                                | 2 – 0                                                                 | Cecoslovacchia                                                        | Amichevole                                                            | -                                                                     |                                                                       |
| Totale                                                                |                                                                       | Presenze                                                              | 5                                                                     |                                                                       | Reti                                                                  | 0                                                                     |                                                                       |

## Palmarès

### Giocatore

#### Club
- Serie C: 1

Carrarese: 1942-1943 (girone F)

#### Nazionale
- Oro olimpico: 1

Berlino 1936

## Aneddoti
Achille Piccini è legato ad un particolare episodio avvenuto durante la partita Italia-Stati Uniti del 3 agosto 1936 ai Giochi Olimpici di Berlino. Dopo un duro intervento su un giocatore avversario, l'arbitro tedesco Karl Weingärtner decise di espellere Piccini, ma circondato dai giocatori italiani, che gli avevano trattenuto le braccia e messo una mano davanti alla bocca, rinunciò alla sua decisione.